# 1989년 3월
| 1989년: 1월 · 2월 · 3월 · 4월 · 5월 · 6월 · 7월 · 8월 · 9월 · 10월 · 11월 · 12월 |

| <          | 1989년 3월 | 1989년 3월 | 1989년 3월  | 1989년 3월 | 1989년 3월 | >          |
| 일         | 월         | 화         | 수          | 목         | 금         | 토         |
|            |            |            | 1 1.24 경신 | 2 25 신유  | 3 26 임술  | 4 27 계해  |
| 5 28 갑자  | 6 29 을축  | 7 30 병인  | 8 2.1 정묘  | 9 2 무진   | 10 3 기사  | 11 4 경오  |
| 12 5 신미  | 13 6 임신  | 14 7 계유  | 15 8 갑술   | 16 9 을해  | 17 10 병자 | 18 11 정축 |
| 19 12 무인 | 20 13 기묘 | 21 14 경진 | 22 15 신사  | 23 16 임오 | 24 17 계미 | 25 18 갑신 |
| 26 19 을유 | 27 20 병술 | 28 21 정해 | 29 22 무자  | 30 23 기축 | 31 24 경인 |            |

| 편집하기 |

## 1989년3월 27일
- 소비에트 연방 대의원 선거에서 보리스 옐친을 비롯한 급진 세력이 대거 당선되었다.

## 1989년3월 24일
- 현대중공업이 파업 주동자 55명을 해고하였다.

## 1989년3월 19일
- 프랑스군 한국전쟁 참전기념비가 건립되다.

## 1989년3월 16일
- 서울지하철 노조가 파업에 돌입하였다.